# Goniopora polyformis
Goniopora polyformis là một loài san hô trong họ Poritidae. Loài này được Zou mô tả khoa học năm 1980.